# North Carlton, Minnesota
Xã North Carlton (tiếng Anh: North Carlton Township) là một xã thuộc quận Carlton, tiểu bang Minnesota, Hoa Kỳ. Năm 2010, dân số của xã này là 982 người.